# Micropterix aruncella
Micropterix aruncella és una espècie extinta d'arna de la família Micropterigidae. Va ser descrita per Giovanni Antonio Scopoli l'any 1763.
Aquest és un dels membres més coneguts de la família, sent trobat en una ampla gamma d'hàbitats des del nivell de mar fins per sobre dels 2000 m. Es distribueix pertot arreu d'Europa excepte la península Ibèrica.
Aquesta arna és molt petita amb una amplada màxima d'ales d'uns 4 mm. El color de les ales anteriors és força variable però és normalment d'un vermellós daurat. Les femelles normalment no tenen altres marques però els mascles són marcats amb dos bandes blanques platejades. Com altres membres de la família, aquesta espècie té una mandíbula funcional i s'alimenta de pol·len d'una ampla varietat de flors incloent-hi aquells de Crataegus, Cytisus, Lychnis, Pinus, Plantago, Rosa, Urtica i Veronica així com nombroses herbaes. Depenent de l'alçada i la latitud, els adults poden ser trobats de maig a agost.